# Pityrogramma opalescens
Pityrogramma opalescens là một loài dương xỉ trong họ Pteridaceae. Loài này được Sundue mô tả khoa học đầu tiên năm 2011.
Danh pháp khoa học của loài này chưa được làm sáng tỏ. 